# Kamienica Napoleona Bonapartego w Lwówku Śląskim
Kamienica Napoleona (niem. Napoleonshaus) – nieistniejąca, zabytkowa, jednopiętrowa kamienica w Lwówku Śląskim, wznoszona w latach 1522-1562, przebudowana w latach późniejszych. Kamienica znajdowała się pod adresem (Westseite/Oberring/Ober-) Markt 16.

## Historia
Budynek zlokalizowany był w rynku w Lwówku Śląskim, w miejscu współczesnych zabudowań o adresie Juliusza Słowackiego 1 (dawniej niem. Markt 16).
21 sierpnia 1813 roku, Napoleon Bonaparte przybył do Lwówka Śląskiego. Po ocenie z góry Okrąg sytuacji obronnej miasta w razie ewentualnego ataku, cesarz udał się do gospody „Pod Białym Rumakiem” (niem. „Weissen Ross”, obecnie budynek przy ul. Jaśkiewicza). Po posiłku, Bonaparte przeniósł się do prywatnych kwater właściciela gospody „Pod Czarnym Krukiem” i radcy – Streckenbacha, kamienicy w rynku pod numerem 16, w której nocował do 23 sierpnia. 23 maja 1813 roku gościł tu także Fryderyk Wilhelm III.
Wewnątrz kamienicy, przed II wojną światową, działał sklep kolonialny Juliusa Menzela, sprzedający dobra delikatesowe, importowane towary z Włoch, krajowe i zagraniczne cygara. Sklep prowadził eksport drobiu, dziczyzny i ryb z okolic Lwówka Śląskiego, a importował arak, rum, koniak i wino. W ofercie można też było znaleźć naturalne wody mineralne czy sole do kąpieli.

W 1945 kamienica Napoleona spłonęła, a w latach 60. XX wieku władze podjęły decyzję o jej wyburzeniu z uwagi na bardzo zły stan techniczny ruin budynku. Od czasów wczesnego PRL, w miejscu kamienicy działa „Restauracja pod Czarnym Krukiem”, nawiązująca nazwą do dawnego zajazdu „Czarny Kruk” mieszczącego się na Dolnym Rynku. W tej gospodzie, w 1469 roku, dwukrotnie podejmowany był król węgierski Maciej Korwin, którego symbolem (czarnym krukiem) została w 1479 roku ozdobiona herbem i nazwana.

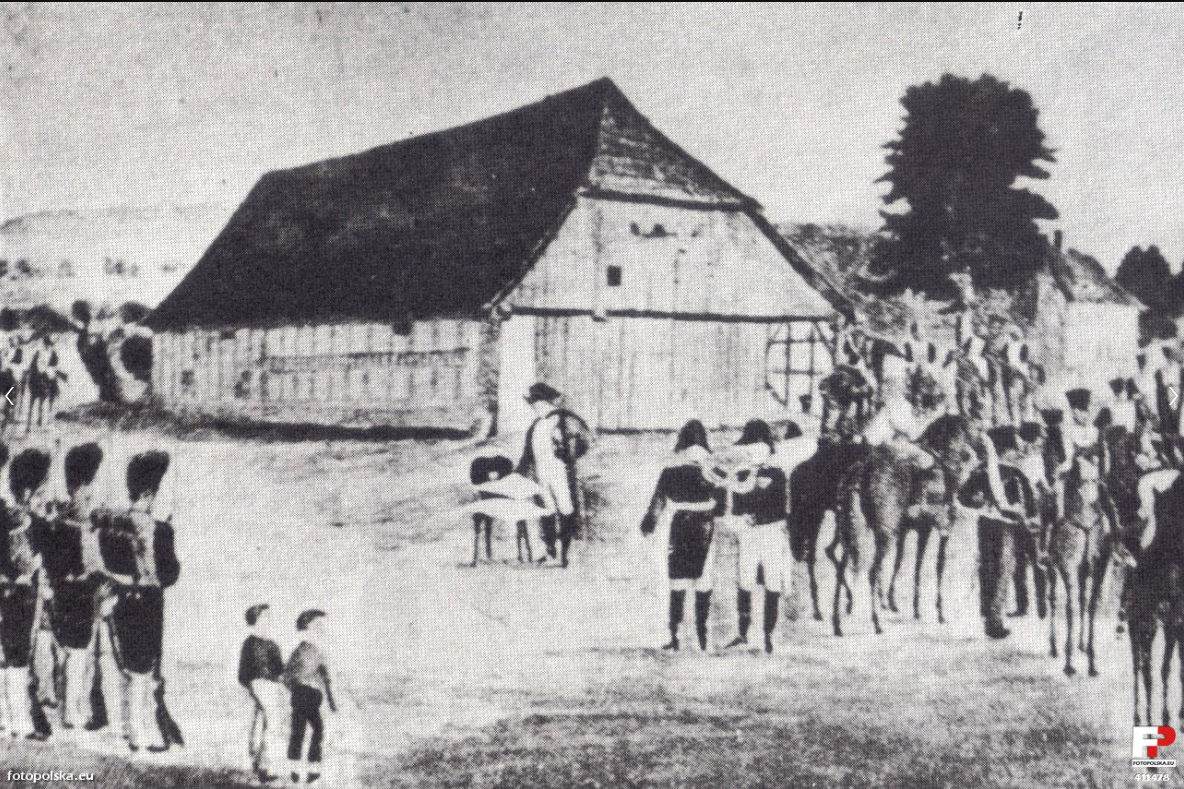
Zajazd „Pod Białym Rumakiem” (ul. Jaśkiewicza)
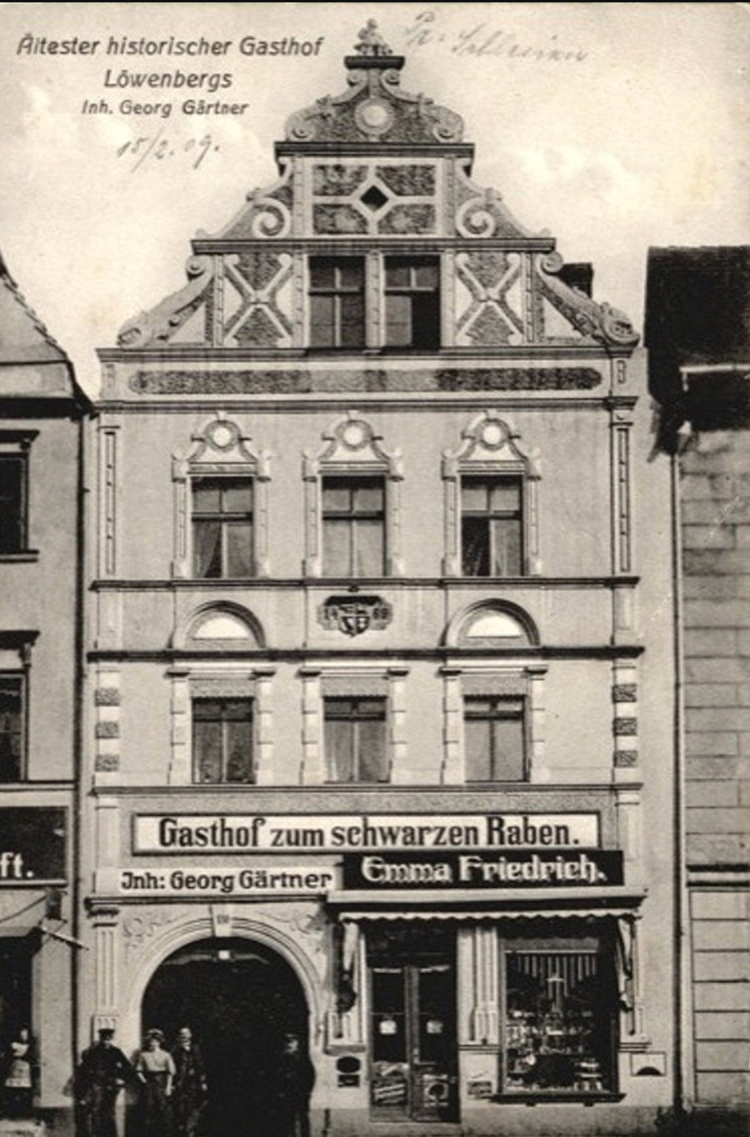
Oryginalna gospoda „Pod Czarnym Krukiem” na Dolnym Rynku
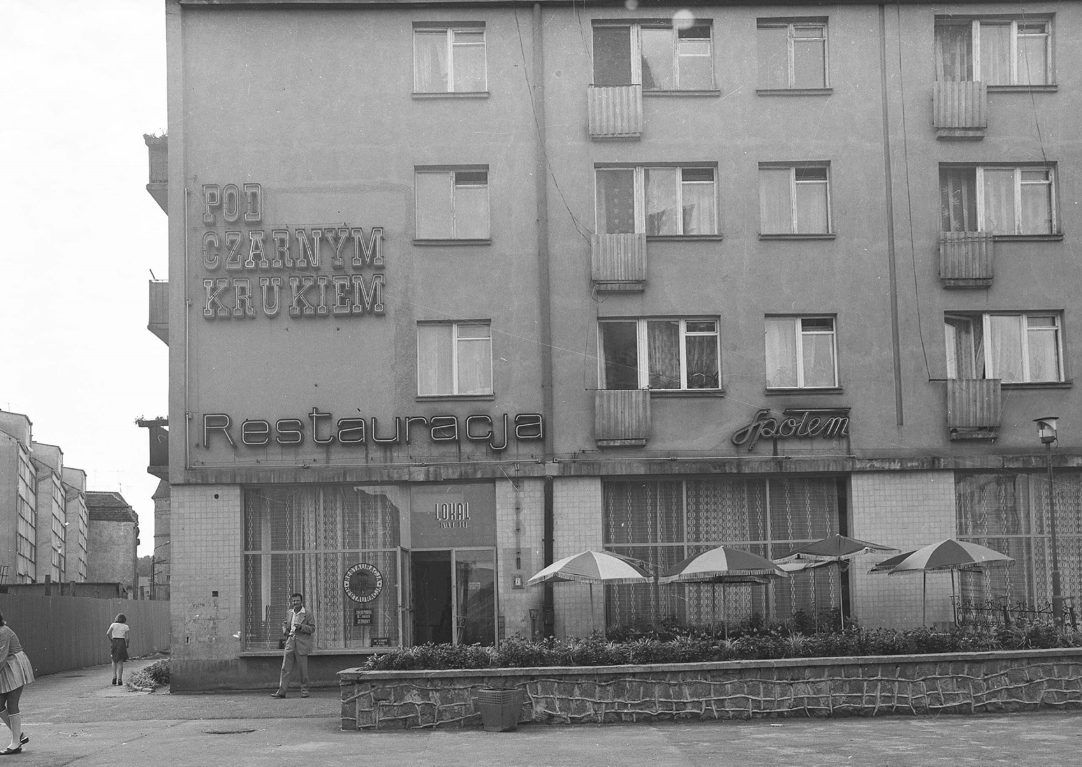
Restauracja „Pod Czarnym Krukiem” na Górnym Rynku w czasach PRL
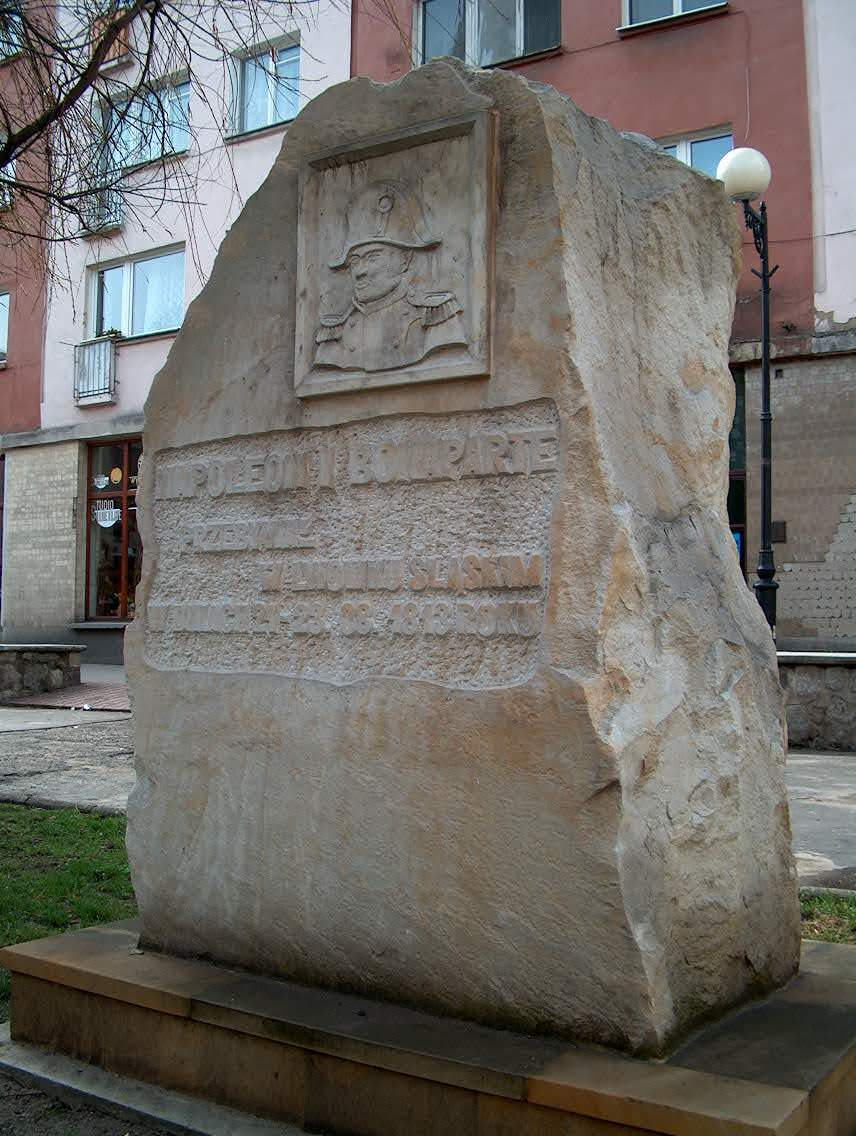
Współczesny pomnik Napoleona Bonapartego w Lwówku Śląskim

Na pamiątkę pobytu cesarza Francuzów w mieście, przy zachodniej pierzei rynku, 12 lipca 2003, w ramach obchodów roku napoleońskiego we Lwówku Śląskim, odsłonięto Pomnik Napoleona Bonapartego. Od grudnia 2021 pomnik zlokalizowany jest w przedłużeniu ulicy PCK, vis-à-vis szkoły podstawowej nr 2.